# Mark Zaid
Mark Zaid ist ein US-amerikanischer Rechtsanwalt in Washington, D.C. mit Schwerpunkt auf Nationales Sicherheitsrecht, Diplomatische Immunität, Geheimdienste, Internationales Recht und andere und arbeitet für die Compass Rose Legal Group.

## Anwaltliche Tätigkeit
Zaid vertritt zwei Whistleblower, die in den laufenden Ermittlungen zu einem möglichen Amtsenthebungsverfahren gegen Donald Trump aussagen werden bzw. dies angekündigt haben (Stand:Oktober 2019). Außerdem ist er Executive Director des im Jahre 1998 gegründeten James-Madison-Projekts zur Reduzierung von Regierungsgeheimnissen. Bei den Prozessen um den Lockerbie-Anschlag vertrat er die Angehörigen der Opfer.

## Leben
Seinen Abschluss erwarb Zaid im Jahr 1992 an der Albany Law School of Union University in New York, zuvor hat er bis 1989 ein Grundständiges Studium an der Universität von Rochester erfolgreich absolviert (mit Prädikat). Er ist Mitglied der Bar Association in den Bundesstaaten New York, Connecticut, District of Columbia, Maryland sowie an zahlreichen Bundesgerichten. Außerdem hat er eine Stelle als Assistenzprofessor an der Johns Hopkins University inne, wo er in Global Studies / National Security Certificate-Programmen ausbildet.